# Port lotniczy Neves
Port lotniczy Neves (ang. Neves Airport, ICAO: FPVN) – czwarty co do wielkości aeroport Wysp Świętego Tomasza i Książęcej, zlokalizowany na Wyspie Świętego Tomasza w mieście Neves.

## Linie lotnicze i połączenia
| Linia Lotnicza            | Kierunek    |
| ------------------------- | ----------- |
| Air São Tomé and Príncipe | 1. São Tomé |